# عبدالله بشیر العبدالله
عبدالله بشیر العبدالله (انگلیسی: Abdullah Basheer Al-Abdullah؛ زادهٔ ۱۷ سپتامبر ۱۹۷۱) بازیکن فوتبال اهل قطر بود.
از باشگاه‌هایی که در آن بازی کرده‌است می‌توان به باشگاه ورزشی السد اشاره کرد.
وی همچنین در تیم ملی فوتبال قطر بازی کرده‌است.